# IBM System/32
L'IBM System/32  (IBM 5320) introduït el gener de 1975  era un ordinador de gamma mitjana amb pantalla integrada, unitats de disc, impressora i programari d'informes de base de dades. Va ser utilitzat principalment per petites i mitjanes empreses per a aplicacions de comptabilitat. RPG II era el llenguatge de programació principal per a la màquina.

## Visió general

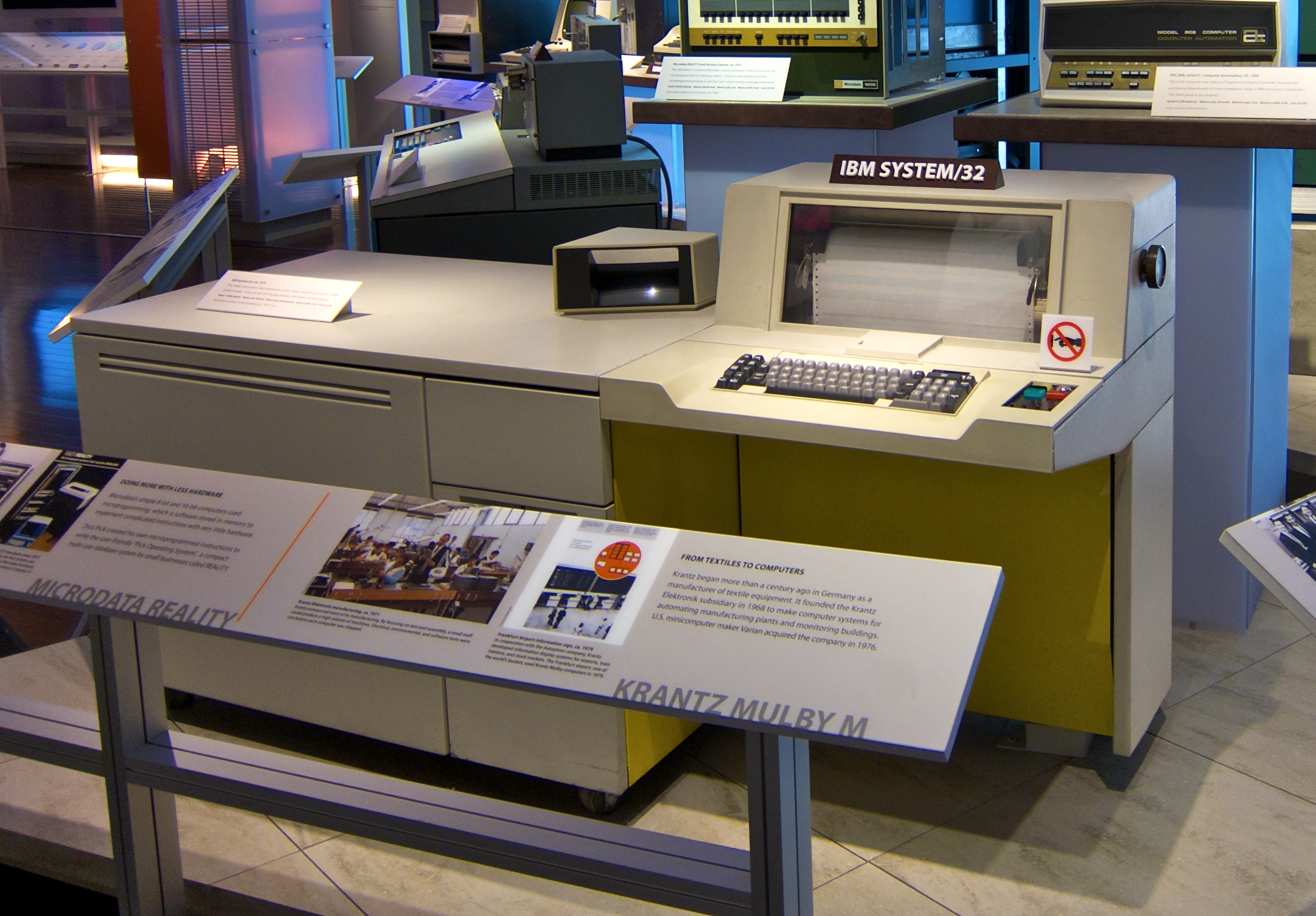
IBM System/32 al Museu d'Història de la Computació

El System/32 d'un sol usuari de 16 bits, també conegut com a IBM 5320, es va introduir el 1975, i va ser el successor de l'IBM System/3 model 6 a la línia d'ordinadors de gamma mitjana IBM. IBM el va descriure com "el primer sistema que incorpora maquinari i programari d'aplicació complet". El New York Times va descriure el 32 com "un ordinador compacte per a usuaris primerencs amb poca o cap experiència en programació d'ordinadors". En 40 mesos, "el System/32 havia superat l'IBM System/3 com l'ordinador IBM més instal·lat".
L'ordinador semblava un gran escriptori d'oficina amb una pantalla molt petita de sis línies per quaranta caràcters. Tenint l'aparença d'un escriptori informatitzat, el System/32 va rebre el sobrenom de "Bionic Desk" després de The Six Million Dollar Man (home biònic), un popular programa de televisió dels Estats Units quan l'ordinador es va introduir el 1975. El 32 tenia una impressora de línia integrada, que s'enfrontava directament a l'operador quan estava assegut, i podia imprimir informes, notes, extractes de facturació, etiquetes d'adreces, etc.
S'havia introduït el 7 de gener de 1975 i es va retirar de la comercialització el 17 d'octubre de 1984. La migració a l'IBM System/34 era generalment senzilla perquè el codi font era compatible i els programes només necessitaven una recompilació.

## Processador
El System/32 presentava un processador de 16 bits amb un temps de cicle de 200 ns conegut com a Control Storage Processor (CSP). Mentre que el System/3 utilitzava un processador cablejat, el System/32 implementava el conjunt d'instruccions System/3 en microcodi. El processador System/32 utilitzava un format de microcodi vertical, amb cada microinstrucció ocupant 16 bits d'emmagatzematge de control. Hi havia 19 codis operatius de microinstrucció diferents, però certes microinstruccions podien dur a terme operacions diferents en funció dels bits establerts a la resta de la microinstrucció, el que significa que hi havia unes 70 operacions diferents disponibles en total. També estava disponible un conjunt opcional de macroinstruccions científiques, que es van utilitzar per donar suport a un compilador Fortran mitjançant la implementació de suport per a l'aritmètica de coma flotant en el microcodi. Alguns enginyers d'IBM, inclosos Glenn Henry i Frank Soltis, han descrit retrospectivament el microcodi del System/32 com un conjunt d'instruccions RISC.
L'emulació System/3 va funcionar malament, cosa que va portar a IBM a implementar parts crítiques de rendiment del sistema operatiu SCP directament en microcodi. Els sistemes System/34 i System/36 posteriors van solucionar aquest problema utilitzant dos processadors diferents: l'arquitectura System/32 CSP es va utilitzar exclusivament per al sistema operatiu, el control d'E/S i el codi de punt flotant, mentre que el codi d'usuari funcionava al processador d'emmagatzematge principal. (MSP) que implementava el conjunt d'instruccions System/3 directament al maquinari sense microcodi. L'ús del microcodi per implementar l'emulació del conjunt d'instruccions, així com els components del sistema operatiu crítics per al rendiment, va tenir certa influència en el disseny de les capes de microcodi en el posterior System/38.

## Memòria/emmagatzematge
Tenia 16, 24 o 32 kilobytes de memòria principal i 4 o 8 kilobytes d'emmagatzematge de control. El magatzem de control més gran era un complement opcional i era necessari per donar suport al conjunt d'instruccions científiques.
Hi havia un sol disc dur disponible en una de les tres mides:
- 5 MB
- 9 MB
- 13 MB

El sistema incloïa una disquetera de vuit polzades que també podia llegir disquets de la família IBM 3740.
Només es va utilitzar una cara del disquet de 77 pistes. Cada pista tenia 26 sectors de 128 bytes. IBM va oferir un format estès i permetia 512 bytes per sector. Tot i així, va arribar a un disquet de 8 polzades amb menys d'un terç d'un megabyte.

## Operador del sistema/32
Quan teclejava les dades d'entrada, l'operador estaria visualitzant la visualització de caràcters, que també era comú a l'actual família IBM 3740 d'introducció de dades als suports de disquet.
No calia un especialista en informàtica per al funcionament del System/32.

## Programari del sistema
Alguns termes associats amb el programari del System/32 inclouen:
- SCP (Programa de control del sistema) el sistema operatiu del sistema/32.[12]
- SEU (Source Entry Utility, l'editor de programació),
- DFU (Utilitat de fitxers de dades, un generador de consultes i informes),[13]
- OCL (llenguatge de control d'operacions, el llenguatge de línia d'ordres) i
- #LIBRARY (el directori o la partició de disc on es va emmagatzemar el codi executable).